# Echinopelta
Echinopelta is een geslacht van weekdieren uit de klasse van de Gastropoda (slakken).

## Soort
- Echinopelta fistulosa McLean, 1989